# Sarah Trowbridge
Sarah Trowbridge (ur. 27 września 1982 r. w Waszyngtonie) – amerykańska wioślarka.

## Osiągnięcia
- Mistrzostwa Świata – Poznań 2009 – czwórka podwójna – 2. miejsce[1].